# دنیس استورهوی
دنیس استورهوی (نروژی: Dennis Storhøi؛ زادهٔ ۱۵ ژوئیهٔ ۱۹۶۰) هنرپیشه و صداپیشهٔ اهل کشور نروژ است. وی متولد شهر فردریکستاد است. این هنرمند در زمینهٔ تئاتر بازیگر توانایی است و تاکنون چندین جایزه را به خاطر نقش آفزینی‌های تحسین برانگیزش دریافت کرده است. بیشتر شهرت «دنیس استورهوی» به خاطر بازی در فیلم سینمایی سیزدهمین سلحشور است.

## زندگی شخصی
دنیس استورهوی متأهل است و سه فرزند دارد.

## فیلمشناسی
- دو زندگی -۲۰۱۲
- بی شرم -۲۰۱۰
- یوهان: بچهٔ سرگردان -۲۰۱۰
- کلروکس، آمونیوم و قهوه -۲۰۰۴
- چشم اوا -۱۹۹۹
- سیزدهمین سلحشور -۱۹۹۹
- Over stork og stein -۱۹۹۴
- Buicken - store gutter gråter ikke -۱۹۹۱
- کامیلا و دزد ۲ -۱۹۸۹
- کامیلا و دزد -۱۹۸۸